# Куреєва Луїза Іванівна
Луїза Іванівна Куреєва (24 травня 1940 — ?) — українська радянська діячка, новатор сільськогосподарського виробництва, агроном відділку № 2 Червонопрапорної птахофабрики Перевальського району Луганської області. Депутат Верховної Ради УРСР 8-го скликання.

## Біографія
Освіта вища.
На 1960—1970-ті роки — агроном відділку № 2 Червонопрапорної птахофабрики Перевальського району Луганської області.
Потім — на пенсії у смт. Новий Перевальського району Луганської області.

## Нагороди
- ордени
- медалі